# Asphondylia solani
Asphondylia solani är en tvåvingeart som beskrevs av Tavares 1908. Asphondylia solani ingår i släktet Asphondylia och familjen gallmyggor.
Artens utbredningsområde är Moçambique. Inga underarter finns listade i Catalogue of Life.